# Durance
Durance (Durença na okcitanskom ili Durènço na mistralskom) je rijeka u jugoistočnoj Francuskoj.
Izvire u jugozapadnim Alpama, u skijalištu Montgenèvre blizu Briançona te teče na jugozapad kroz sljedeće gradove:
- Hautes-Alpes: Briançon, Embrun.
- Alpes-de-Haute-Provence: Sisteron, Manosque.
- Vaucluse: Cavaillon, Avignon.
- Bouches-du-Rhône.

Glavne pritoke Durancea su Bléone i Verdon. Sama Durance je pritoka Rhône u koju se ulijeva kod Avignona.

## Vanjske poveznice
- Discover the Durance on Notreprovence.fr  Arhivirana inačica izvorne stranice od 25. prosinca 2017. (Wayback Machine)
- Official site of Savines-Le-Lac
- Photos that are copyright free for teaching use (3 pages on the Durance)